# Na Nach

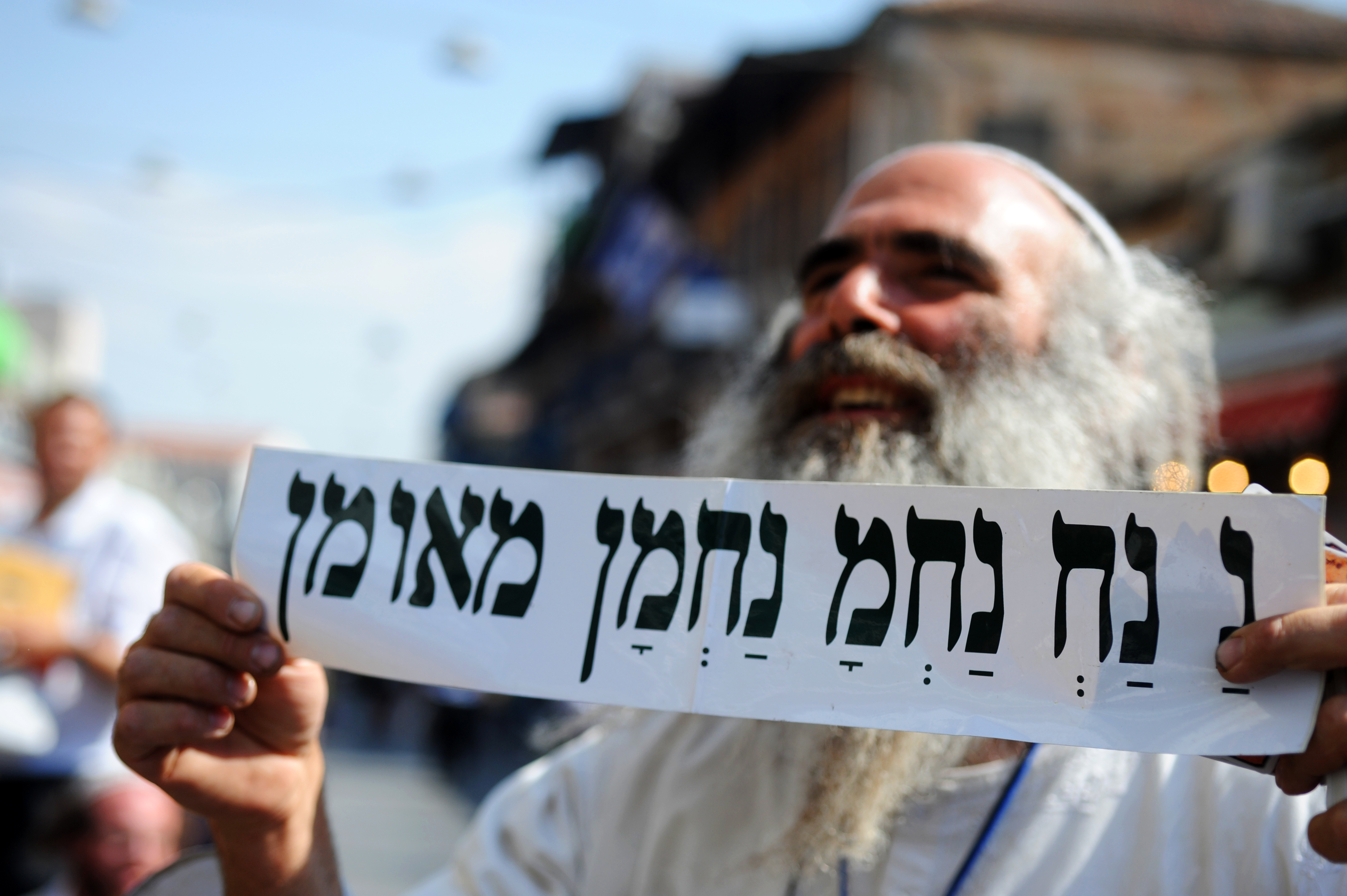
Người Do Thái Na Nách giơ ra hình dán có ghi dòng chữ "Na Nách Nách Ma Nạch Man Mê Ú Màn" ở khu chợ Mahane Yehuda tại thánh địa Jerusalem

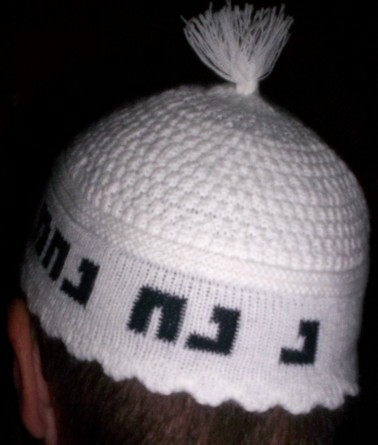
Mũ Sợ Chúa Na Nách

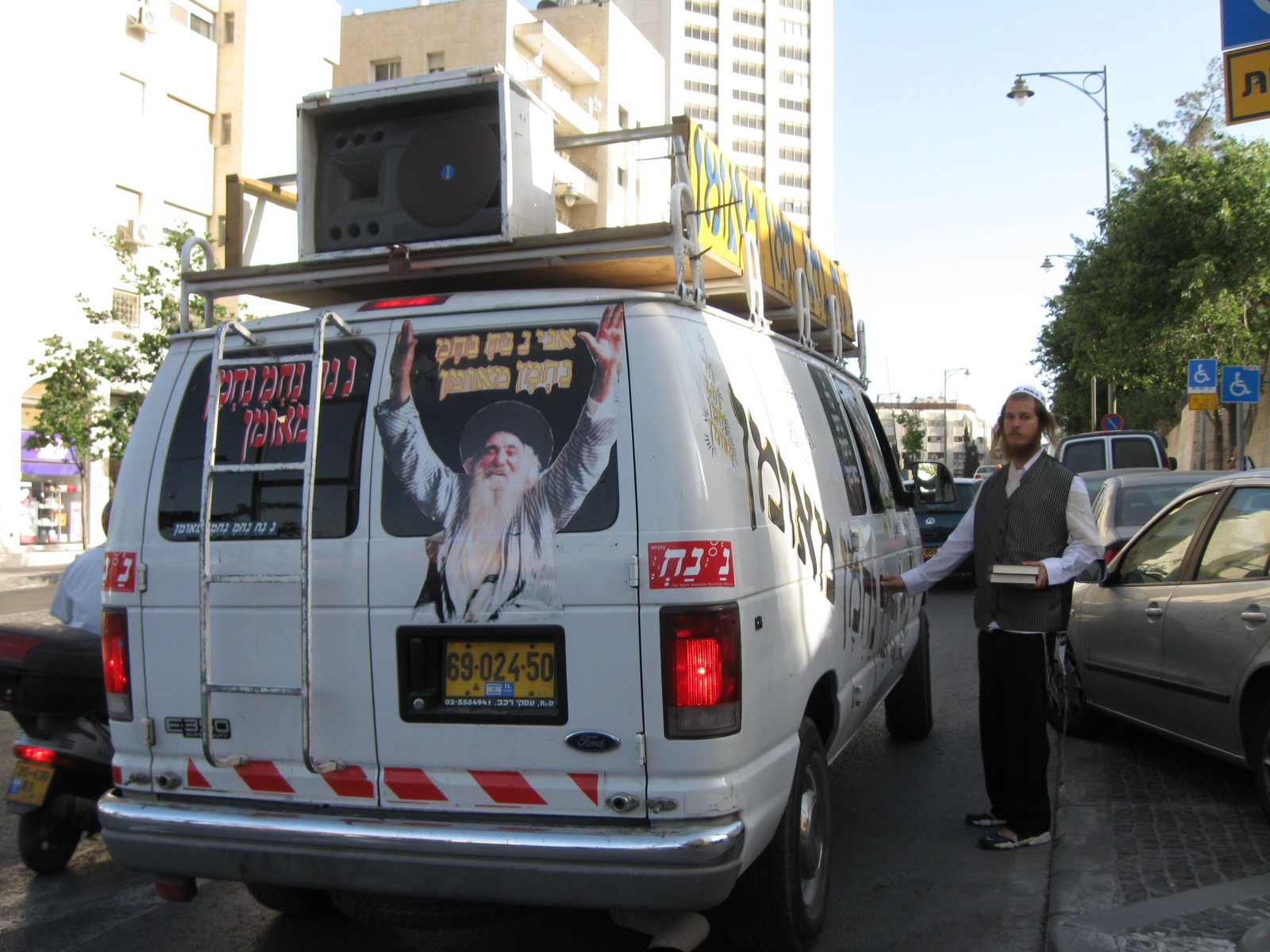
Xe Tải Na Nách

Na Nach là một nhánh của Do Thái giáo Chính thống.
Các tín đồ của đạo Na Nách là người Do Thái và làm theo lời dạy của thầy đạo Nachman của Breslov dựa vào truyền thống của thầy đạo Yisroel Ber Odesser.
Người Do Thái theo đạo Na Nách Giáo thường gọi thầy đạo Yisroel Ber Odesser là Saba, hoặc ông nội hay ông ngoại. Saba được cho là đã nhận được Petek bức thư từ thiên đàng của thầy đạo Nachman đã từ trần rất lâu.
Các tín đồ của đạo Na Nách Giáo được gọi là Na Nách. Người Do Thái Na Nách xuất hiện trên đường phố ở các thành phố của quốc gia nhà nước Do Thái Israel như: thủ đô Jerusalem, thành phố Tel Aviv, thành phố Safed, và những thành phố khác.
Người Do Thái nhảy múa và di chuyển trên những chiếc xe tải kèm theo âm nhạc Techno mang phong cách Do Thái. Mục đích của người Do Thái Na Nách là đem niềm vui đến với tất cả mọi người trên đường phố.
Các hoạt động tôn giáo của người Do Thái Na Nách là đi phân phát các tài liệu tôn giáo (bao gồm: sách, tranh ảnh, hình dán) khắp nơi công cộng bao gồm: trên vỉa hè, các trạm xe Buýt, các khu trung tâm thương mại, các khu trung tâm thành phố.
Người Do Thái Na Nách đội Mũ Sợ Chúa màu trắng rộng có ghi dòng chữ "נ נח נחמ נחמן מאומן" (Tiếng Anh: Na Nach Nachma Nachman Meuman, phiên âm Tiếng Việt: Na Nách Nách Ma Nạch Man Mê Ú Màn). Tranh phun sơn của người Do Thái Na Nách Giáo cũng được phổ biến khắp mọi nơi ở Israel.